# Bistoniërs

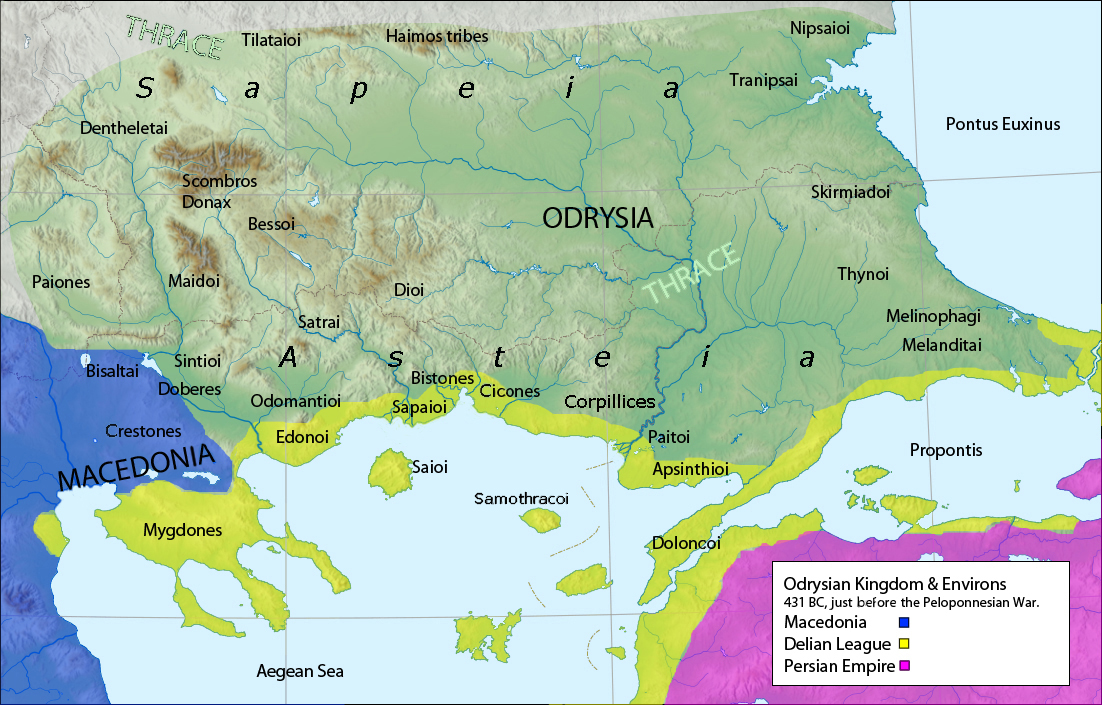
Geografische situering van de Bistoniërs tussen de andere Thrakische stammen.

De Bistoniërs (Oudgrieks Βίστονες, Βίστωνες / Bistones) waren een Thrakisch volk dat in de oudheid leefde rond het Vistonidameer, tussen het Rodopegebergte en de Egeïsche Zee, op een strook land ruwweg begrensd door Abdera in het westen en Dikaia en de Nestosrivier in het oosten.

## Geschiedenis
De kuststeden in dit gebied waren Griekse kolonies, behalve Tirida, dat volgens Plinius bewoond werd door Bistoniërs. In hun godsdienst herkenden de Grieken Ares, Dionysos en Pallas Athena. Ares werd aanbeden in de vorm van een rechtopstaand zwaard. De Grieken duidden vrouwelijke bakchanten soms aan als bistonides, naar het belang van de Dionysoscultus voor dat volk.

## Mythologie
De Griekse mythologie liet de Bistoniërs teruggaan op koning Biston, een zoon van Ares en de nimf Kallirrhoë. Hij stichtte de stad Bistonia aan het Vistonidameer en introduceerde de oogachtige tatouages die mannen en vrouwen droegen als fetisj.
Diomedes is een andere mythische koning van de Bistoniërs. Hij voerde vreemdelingen die zijn land bezochten aan zijn vleesetende merries. Herakles beëindigde deze praktijk als een van zijn twaalf werken door Diomedes aan zijn eigen paarden te voeren. Herakles' eromenos Abderos schoot hier het leven bij in en liet zijn naam aan de stad die Herakles te zijner ere stichtte (Abdera).
Ook Polymestor was volgens Ovidius een koning der Bistoniërs. De benaming werd soms gebruikt als pars pro toto voor de Thrakiërs.

## Antieke bronnen
- Stefanos van Byzantium, Ethnika, v. Bistonia
- Pseudo-Apollodoros, Bibliotheke, II.5.8
- Plinius de Oudere, Naturalis historia, IV.18
- Strabo, Geografika, VIII
- Herodotos, Historiën, VII.110
- Horatius, Carmina, II.19.20
- Euripides, Alkestis, VII.476-567
- Nonnos van Panopolis, Dionysiaka, VIII.61-72
- Ovidius, Epistulae heroidum, II.75-90 en XVI.341-352
- Ovidius, Ibis, 379
- Statius, Thebais, VI.646-667 en XI.193-204
- Valerius Flaccus, Argonautica, III.149-160